# Геліане Стеден
Геліане Стеден (ісп. Heliane Steden; нар. 18 липня 1964) — колишня мексиканська тенісистка.
Найвищу одиночну позицію світового рейтингу — 159 місце досягла 21 грудня 1986, парну — 129 місце — 20 липня 1987 року.

## Фінали ITF

### Парний розряд (3–2)
| Результат | Ранг | Дата           | Турнір                             | Покриття | Партнерка                | Суперниці                      | Рахунок       |
| --------- | ---- | -------------- | ---------------------------------- | -------- | ------------------------ | ------------------------------ | ------------- |
| Перемога  | 1.   | 8 червня 1985  | Бойнтон-Біч, США                   | Тверде   | Сесілія Фернандес-Паркер | Беверлі Бовіс Бекі Каллан      | 6–3, 7–5      |
| Поразка   | 1.   | 4 серпня 1985  | Чатам, США                         | Ґрунт    | Elvyn Barrable           | Керолайн Кулмен Лінн Льюїс     | 1–6, 2–6      |
| Перемога  | 2.   | 16 червня 1986 | Бірмінгем (Алабама), США           | Ґрунт    | Ліз Грегорі              | Енн Етеридж Соня Ген           | 6–4, 2–6, 6–4 |
| Перемога  | 3.   | 30 червня 1986 | Тампа, США                         | Ґрунт    | Катріна Адамс            | Бренда Німаєр Карен Шимпер     | 4–6, 6–1, 6–3 |
| Поразка   | 2.   | 17 липня 1988  | Грінсборо (Північна Кароліна), США | Ґрунт    | Алісса Файнермен         | Кеті Фоксворт Теммі Віттінгтон | 3–6, 3–6      |